# International Union of Socialist Youth
International Union of Socialist Youth, forkortet IUSY, er de socialdemokratiske ungdomsorganisationers verdensorganisation, som blev stiftet den 30. september 1946.
IUSY bestod fra 1940'erne primært af organisationer fra Europa og Nordamerika, men gennem en aktiv indsats fra IUSY's skandinavisk dominerede ledelse lykkedes det fra 1960'erne at udvide medlemskredsen med en række afrikanske og asiatiske bevægelser.
I 1967 afsløredes det, at IUSY havde modtaget midler fra den amerikanske efterretningstjeneste CIA, hvilket medførte talrige udmeldelser og en rekonstruktion af organisationen.
IUSY har i dag 143 medlemsorganisationer i 100 lande, heriblandt Danmarks Socialdemokratiske Ungdom.